# Кэньон-Сити (фильм)
«Кэньон-Сити» (англ. Canon City) — нуаровая тюремная драма режиссёра Крейна Уилбура, которая вышла на экраны в 1948 году.
Сделанный в полудокументальном стиле, фильм рассказывает реальную историю побега двенадцати заключённых из тюрьмы в Кэньон-Сити.
Фильм относится к многочисленной категории фильмов нуар о тюремном побеге наряду с такими лентами, как «Грубая сила» (1947), «Под прицелом» (1951), «За стенами тюрьмы Фолсом» (1951), «Чёрный вторник» (1954), «Побег из тюрьмы» (1955) и «Бунт в большом доме» (1958).
Критики высоко оценили реалистичность и хороший темп повествования в фильме, при этом отметив, что в художественном плане он уступает лучшим образцам полудокументального нуара.

## Сюжет
В тюрьме штата Колорадо, расположенной в отделённом горном городке Кэньон-Сити, содержится 1200 заключённых, которые в течение дня работают на производстве в различных тюремных цехах. Один из них, Джонсон, по вечерам тайно изготавливает из отходов слесарной мастерской два самодельных пистолета для коллективного побега, в успехе которого он убеждён. Об оружии и плане побега знает содержащийся в соседней камере 29-летний Джимми Шербонди (Скотт Брейди), который считает, что побег обречён на провал. Джимми провёл в тюрьме уже 12 лет за убийство полицейского, и за хорошее поведение рассчитывает на условно-досрочное освобождение. Вскоре на свидании сестра (Кэй Форестер) сообщает Джимми, что, по словам главного надзирателя, при благоприятном развитии событий Джимми сможет выйти на свободу только через 10 лет. Тем не менее, Джимми всё равно отказывается принимать участие в побеге, инициаторы которого во главе с Карлом Шварцмиллером (Джефф Кори) прилагают немалые усилия, чтобы склонить его к побегу. Джимми им нужен потому, что работает в фотолаборатории, единственном месте, где можно безопасно хранить изготовленное оружие. В конце концов, заключённые ставят Джимми перед фактом, когда он вынужден спрятать оружие в лаборатории и тем самым становится соучастником их преступного плана. Памятуя о том, что ему грозит провести в тюрьме ещё не менее десяти лет, Джимми в конце концов соглашается бежать вместе с остальными. Всего Шварцмиллер берёт в группу 12 человек, половина из которых является особо опасными преступниками, которые содержатся в отельном отсеке с особо строгим режимом. После изготовления оружия участники побега в течение нескольких дней подпиливают решётки в своих камерах, и, наконец, 30 декабря 1947 года часть беглецов смешивается с небольшой группой заключённых, открывающих камеры, которых заранее отводят из обеденного зала в тюремный блок. Заговорщики пытаются организовать побег в тот момент, когда после обеда камеры охраняет наименьшее количество надзирателей. Однако на входе в блок один из надзирателей, Грэй (Ральф Бёрд), замечает заговорщиков, что приводит к короткой стычке, в ходе которой его жесткого избивают и разоружают. Затем беглецы расправляются с ещё двумя надзирателями, находящимися в тот момент в тюремном блоке. Наконец, когда остальные заключённые через открывшиеся ворота возвращаются с обеда, сплочённая группа беглецов из 12 человек вырывается наружу, и, нейтрализуя охрану на тюремных воротах, вместе с четырьмя заложниками вырывается за пределы тюрьмы. В этот момент начинается снежная буря, и после нескольких километров пути, беглецы бросают всех заложников, кроме Уильямса (Роберт Келлард), и разделяются на несколько маленьких групп, каждая из которых самостоятельно продолжает путь. Вскоре объявляется тревога и о побеге становится известно начальнику тюрьмы Рою Бесту (Рой Бест), который приказывает немедленно начать розыск беглецов. Услышав сигнал тревоги, жители Кэньон-Сити мгновенно укрываются в своих домах, помня об аналогичным побеге в 1927 году, когда было убито пятеро сотрудников тюрьмы и семеро заключённых. Тем временем Шварцмиллер вместе с двумя заключёнными, Хейлманом (Уит Бисселл) и Морганом (Роберт Байс), а также с Уильямсом, на угнанном автомобиле вылетают со скользкой дороги, и не могут продолжать движение. Зайдя в ближайший дом Оливеров, они выдают себя за сотрудников тюрьмы, после чего просят машину и оружие. Так как автомобиль Оливеров не заводится на морозе, Хейлман и Морган уходят к ближайшему дому заведующего тюремной фермой Хиггинса, чтобы отобрать его автомобиль. Дома оказывается только миссис Хиггинс (Эстер Сомерс), которой удаётся по телефону подать сигнал мужу, который находится на ферме в двухстах метрах от дома, а затем выбежать из дома и скрыться в лесу. Вскоре Хейлмана и Моргана арестовывает подоспевший отряд. Тем временем Оливеры догадываются, что их гости являются не сотрудниками тюрьмы, а переодетыми в форму надзирателей беглецами. Выждав подходящий момент, пожилая миссис Оливер (Мэйбл Пейдж) незаметно подкрадывается к Шварцмиллеру сзади, пытаясь ударить его молотком, однако он успевает отвести удар. Воспользовавшись возникшей неразберихой, Уильямс и мистер Оливер набрасываются на беглеца и связывают его. Вскоре в другом доме, который арендовала жена одного их беглецов, надзиратели задерживают ещё двух человек — Билли Новичка (Стэнли Клементс) и Эрнандеса (Ричард Ирвинг). Тем временем, когда в их машине заканчивается бензин, трое других заключённых — Джимми, Фриман (Генри Брэндон) и Толли (Чарльз Рассел) добираются до дома, где живёт семья Смитов. Когда Фриман начинает приставать к 17-летней племяннице хозяев (Маргарет Келли), Джимми силой останавливает его. Вскоре к дому приближается полиция, и начинается ожесточённая перестрелка, в ходе которой ранят одного и захватывают другого заключённого, однако Джимми удаётся сбежать через задний двор. Он находит укромное убежище, где прячется в течение последующих 48 часов. За это время полиция вместе с сотрудниками тюрьмы успевает задержать всех остальных заключённых, последним из которых оказывается Джонсон, который уходил в одиночку. Его в итоге выследили около моста через каньон, и после долгого преследования на мосту он был застрелен и упал в пропасть. Когда Джимми уже не может выносить голод, он заходит в дом семьи Бауэров, у которых двое маленьких детей. После того, как хозяйка (Ив Марч) кормит его ужином, Джимми сообщает, что на следующее утро собирается бежать на их машине в город, прихватив всю семью с собой. На протяжении долгого вечера и ночи у Джимми складываются тёплые отношения с членами семьи. Под утро, когда выясняется, что у мальчика приступ аппендицита, Джимми разрешает матери вместе с ребёнком отправиться к соседям, чтобы на их машине отвезти сына в больницу в город Пуэбло, а сам уходит пешком в другом направлении. Некоторое время спустя около дороги мистер Бауэр (Джон Дусетт) с дочерью Мирной (Филлис Дуглас) на машине находят Джимми, который замерзает в снегу. Мистер Бауэр в знак признательности предлагает Джимми довезти его до города. Однако у подножия горы они натыкаются на полицейский блокпост, где Джимми без всякого сопротивления сдаётся властям. Мирна, которая прониклась симпатией к Джимми, плачет при расставании с ним, а мать просит для него у начальника тюрьмы максимального снисхождения, так как он ценой своей свободы спас жизнь её сыну. С момента побега и до задержания Джимми прошёл 61 час, за это время 10 заключённых были возвращены в камеры, а двое убиты. Операция считается успешно завершённой, и на торжественной церемонии начальник тюрьмы вручает миссис Оливер и миссис Хиггинс специальные медали штата Колорадо за содействие в задержании преступников.

## В ролях
- Скотт Брейди — Джим Шербонди
- Джефф Кори — Карл Шварцмиллер
- Уит Бисселл — Ричард Хейлман
- Стэнли Клементс — Билли Новичок
- Чарльз Расселл — Толли
- Дефорест Келли — Смолли
- Ральф Бёрд — офицер Джо Грей
- Мэйбл Пейдж — миссис Эдит Оливер
- Джон Дусетт — Джордж Бауэр
- Филлис Дуглас — Мирна
- Рой Бест — начальник тюрьмы Рой Бест
- Рид Хэдли — закадровый рассказчик (голос)

## Создатели фильма и исполнители главных ролей
Как отметил историк кино Боб Порфирио, «Крейн Уилбур начинал как сценарист в эпоху немого кино, а в 1930—1940-е годы стал своего рода специалистом по гангстерским и тюремным фильмам». Вслед за этим фильмом он написал сценарии таких значимых фильмов нуар, как «Он бродил по ночам» (1948), «История Молли Х» (1949), «За стеной» (1950), «За стенами тюрьмы Фолсом» (1951), «Волна преступности» (1953), «История в Феникс-Сити» (1955). Хотя, по мнению рецензента фильма в интернет-журнале Noir of the Week, «Уилбур был хорошим нуаровым сценаристом, тем не менее, его работа в качестве режиссёра приводила к менее качественным фильмам, к которым относится и этот».
Для исполнителя главной роли Скотта Брейди этот фильм стал первой крупной работой в кино. Вскоре после этого он сыграл в таких фильмах нуар, как «Он бродил по ночам» (1948), «Поддержка» (1949), «Порт Нью-Йорка» (1949), «Я был магазинным вором» (1950) и «Девушка под прикрытием» (1950), а начиная с 1959 года сделал успешную карьеру на телевидении. Джефф Кори сыграл роли второго плана в таких значимых фильмах нуар, как «Убийцы» (1946), «Где-то в ночи» (1946), «Грубая сила» (1947) и «Четырнадцать часов» (1951), а позднее появился в таких классических фильмах, как «Спартак» (1960), «Вторые» (1966), «Хладнокровное убийство» (1967), «Бутч Кэссиди и Сандэнс Кид» (1969), «Под планетой обезьян» (1970) и «Конан-разрушитель» (1983).
Как пишет историк кино Род Холлимон, оператором фильма был Джон Олтон, который «вероятно, более всего известен своей выдающейся работой в жанре фильм нуар благодаря таким лентам, как „Агенты казначейства“ (1947), „Грязная сделка“ (1948), „Он бродил по ночам“ (1948) и „Инцидент на границе“ (1949)». Именно поэтому он стал идеальным выбором для съёмок «Кэньон-Сити». В дальнейшем Олтон продемонстрировал свои выдающийся визуальный талант при создании таких фильмов Винсента Минелли, как «Отец невесты» (1950) и «Американец в Париже» (1951), который принёс ему «Оскар».

## История создания фильма
Рабочее название фильма — «Кровь на снегу» (англ.  Blood on the Snow).
В предваряющих фильм титрах говорится: «Это подлинная история тюремного побега и ужаса, который за этим последовал. События, отображённые в фильме, являются реальными событиями, которые произошли в тюрьме штата Колорадо в Кэньон-Сити в ночь 30 декабря прошлого года. Заключённые, которых вы увидите, являются настоящими заключёнными. Рой Бест, который играет начальника тюрьмы, действительно является начальником этой тюрьмы. Подробности побега изображены в точности так, как они происходили на самом деле, и снимались они в точности в тех же местах, где и происходили». Вместе с тем, по информации Американского института киноискусства, «хотя имена заключённых действительно настоящие, тем не менее, сыграли их профессиональные актёры».
Кинообозреватель «Нью-Йорк Таймс» Босли Краузер также пишет о том, что фильм основан на воспоминаниях о тюремном побеге его участников, и «является жёсткой реконструкцией в полуторачасовом пространстве того, что известно об этом событии — или, по крайней мере, его самых драматичных подробностей». Он подчёркивает, что «фильм очень близок к тому, как всё было на самом деле, и снят в значительной степени „на натуре“ — за реальными тюремными стенами и в окрестностях городка Кэньон-Сити, а также в каньоне Royal Gorge».
По информации «Голливуд Репортер» от 4 февраля 1948 года, фильм должен был полностью сниматься на натуре. Майкл Кини также указывает, что «фильм был снят на натуре в тюрьме, а начальник тюрьмы, некоторые из надзирателей и многие заключённые играют в нём самих себя» .
Киновед Деннис Шварц сообщает, что Кэньон-Сити, где находится тюрьма штата Колорадо, «это типичный шахтёрский городок, который расположен в горном районе с населением в 7000 человек». По словам критика, «настоящий начальник тюрьмы Рой Бест играет в фильме самого себя, организуя нам в начале фильма ознакомление со своим учреждением». Шварц отмечает, что «закадровое повествование серьёзным тоном ведёт актёр Рид Хэдли».
Журнал «Лайф» в статье от 2 августа 1948 года сообщил, что начальник тюрьмы пригласил восьмерых из девяти выживших беглецов на спецпоказ фильма, который состоялся 3 июля 1948 года. Главарь банды Карл Шварцмиллер был оставлен в камере, так как несколькими днями ранее пытался снова бежать через подземный ход, и кроме того утверждал, что в любом случае не любит кино.

## Оценка фильма критикой

### Общая оценка фильма
После премьеры фильма Босли Краузер в «Нью-Йорк Таймс» назвал его «жёстким полудокументальным фильмом о тюремном побеге», который служит «ещё одной убедительной демонстрацией того, что преступление, хотя оно возможно себя и не окупает», однако стало «прибыльным делом для производителей боевиков». Кроме того, фильм стал «очередным подтверждением того, что персонаж так называемого криминального типа по-прежнему вызывает в Голливуде сострадание». Что касается композиции картины, то она начинается «в манере настоящего документального фильма, где закадровый рассказчик в буквальном смысле проводит экскурсию внутри тюрьмы». Затем наступает драма «заключённых, которые готовят побег, и эта драма показывается в том же документальном стиле вплоть до самого финала». Критик отмечает «быстрое и динамичное развитие событий, что вполне естественно для такого рода дел», однако в целом, по его мнению, получается «типичная тюремная мелодрама в героическом стиле, с претензией на документальность».
Современный кинокритик Боб Порфирио отметил, что «этот тюремный полудокументальный фильм снимался на натуре в Колорадо и даже открывается интервью с начальником тюрьмы и некоторыми реальными заключёнными». Сравнивая этот фильм с аналогичными нуарами того времени, такими, как «Агенты казначейства» или «Он бродил по ночам», где также «использовались полудокументальный подход, зычное закадровое повествование Рида Хэдли и операторская работа Джона Олтона», Порфирио отмечает, что Уилбору как режиссёру не удаётся придать своему фильму ту «нуаровую атмосферу», которая была присуща упомянутым выше картинам Энтони Манна .
Как и большинство критиков, Майкл Кини обратил внимание на то, что это «нуар в документальном стиле, который основан на реальной истории тюремного побега, закадровое повествование в котором ведёт Рид Хэдли». Киновед Сандра Бреннан назвала картину «напряжённой криминальной драмой, которая воссоздаёт знаменитый побег из тюрьмы в Кэньон-Сити в 1947 году», а Спенсер Селби отметил, что эта «реалистическая драма повествует об участии заключённого в тюремном побеге против своего желания».
По мнению Шварца, эту «невыдающуюся (к тому же, устарелую) реальную историю тюремного побега спасает лишь хорошая подача материала». Киновед полагает, что «эта небольшая работа немного напоминает фильм нуар, главным образом, благодаря образу Шербонди, человека, который не является закоренелым преступником, однако попадает в беду как в тюрьме, так и за её стенами из-за того, что заводит дружбу не с теми людьми». Род Холлимон отмечает, что «хотя повествование сосредоточено на заключённом по имени Шербонди, которого один из заключённых шантажом вынуждает бежать вместе с остальными, тем не менее фильм больше похож на документальный, чем на голливудский тюремный фильм». Критик полагает, что «частично это связано с решением режиссёра использовать непрофессионалов наряду с настоящими актёрами».
Рецензент сайта Film Noir of the Week называет фильм «реалистической драмой, в основу которой положена реальная история человека, вынужденного против своего желания участвовать в тюремном побеге во время холодной снежной бури». Критик отмечает, что по своему художественному уровню это не «Побег из Шоушенка», не «Дыра» и не «Побег из Алькатраса». Тем не менее, эта картина «категории В выглядит в целом дороже и качественней, чем большая часть кинопродукции студии Eagle-Lion того времени». Критик обращает внимание на «странное затянутое начало фильма и его морализаторский финал», при этом отмечая, что «несмотря на свои недостатки, каким-то образом получается нормальный фильм классической нуаровой эпохи». По мнению рецензента, в целом фильм «хороший, но невыдающийся», если сравнивать его с такими тюремными фильмами нуар, как «Грубая сила» (1947), «В клетке» (1950), «Бунт в тюремном блоке № 11» (1954), «Чёрный вторник» (1954), «Побег из тюрьмы» (1955) или «Большой дом, США» (1955).

### Оценка работы режиссёра и творческой группы
Как отметил Краузер, «Крейн Уилбур в своей постановке придерживается реалистической линии на протяжении большей части событий как в тюрьме, так и в некоторых сценах за её пределами».
Род Холлимон полагает, что наряду с другими факторами фильму удаётся донести «живую непосредственность событий благодаря исключительной операторской работе Джона Олтона». С другой стороны, по словам рецензента Noir of the Week, в этой картине оператору Джону Олтону не удаётся в полной мере показать нуаровую картинку, известную по другим его фильмам. Возможно, причиной этому был «постоянный снегопад в Кэньон-Сити», а, возможно, то, что рядом не было режиссёра Энтони Манна, с которым Олтон сделал свои лучшие нуары.

### Оценка актёрской игры
Босли Краузер отметил «убедительную суровую игру актёров» в ролях беглецов, среди которых, по его мнению, выделяется Джефф Кори, который играет главаря побега. Вместе с тем, критика не устраивает «романтическая аура, окутывающая одного из беглецов, которого играет Скотт Брейди». По словам Краузера, «этот парень представляет собой обычный случай парня с тяжёлой судьбой — то есть, в принципе он порядочный парень, внешне похожий на Алана Лэдда, который пошёл не тем путём. При этом во всех своих мятежных поступках, даже когда он стреляет в надзирателей, он показан так, чтобы вызывать восхищение и симпатию публики». Краузер также отмечает хорошую актёрскую работу начальника тюрьмы Роя Беста в роли самого себя, который играет «с естественностью, на которую способны не все актёры».
По словам рецензента Film Noir of the Week, список актёров может заставить «поверить в то, что это великолепный фильм нуар». В частности, «звезда Скотт Брейди никогда не выглядел более похожим на своего брата Лоуренса Тирни, чем в этой картине». Однако, в отличие от брата, «Брейди всегда оказывается чистым и честным», что она показал в «Порте Нью-Йорка» и других полицейских фильмах. На протяжении своей карьеры Брейди мог играть только «хороших копов, ковбоев или солдат, и делал хорошо это в течение долгого времени». Отмечается также хорошая игра актёров второго плана. Прежде всего следует обратить внимание на «большого носатого Джеффа Кори», который «получил здесь редкую сочную роль одного из заключённых», а также на «очкастого и бесхребетного Уита Бисселла, который на этот раз сыграл убийцу». Майкл Кини отмечает «хорошую игру Брейди в своём кинодебюте в роли раскаивающегося убийцы полицейского, а также ветеранов нуара Джеффа Кори и Уита Бисселла, равно как и их друзей-преступников».